# L'Homme du premier siècle
Pour plus de détails, voir Fiche technique et Distribution.
L'Homme du premier siècle (Muž z prvního století) est un film tchécoslovaque réalisé par Oldrich Lipský, sorti en 1962.

## Synopsis
Un ouvrier envoyé par erreur dans l'espace revient sur Terre en 2447 en compagnie d'un extraterrestre ayant le pouvoir de se rendre invisible.

## Fiche technique
- Titre : L'Homme du premier siècle
- Titre original : Muž z prvního století
- Réalisation : Oldrich Lipský
- Scénario : Oldrich Lipský, Zdeněk Bláha, Jan Fiser et Milos Fiala
- Musique : Zdeněk Liška
- Photographie : Vladimír Novotný
- Montage : Jan Kohout
- Société de production : Filmové studio Barrandov
- Pays :  Tchécoslovaquie
- Genre : Comédie et science-fiction
- Durée : 96 minutes
- Dates de sortie : 
  -  Tchécoslovaquie : mars 1962

## Distribution
- Milos Kopecký : Josef
- Radovan Lukavský : Adam
- Anita Kajlichova : Eve
- Otomar Krejča : l'académicien
- Vít Olmer : l'instructeur Petr
- Rudolf Vodrážka : un homme en combinaison

## Distinctions
Le film a été présenté en sélection officielle en compétition au Festival de Cannes 1962.